# Окситански език
Окситанският език (occitan, lenga d'oc) е романски език, говорен от около 700 000 души в Южна Франция и някои съседни области на Испания.

## История
През средновековоето на езика d'Oc, от където идва и названието на областта Лангедок, се говори в Миди, или днешна южна Франция, от Прованс до Аквитания. Това е езикът и на християнски Йерусалим, и на земите, завзети от кръстоносците от 1099 година нататък, на него се говори и в някои части на Северна Испания и Северна Италия. Той е тясно свързан с провансалския и каталунския.

## Окситанските диалекти
- Алпийски
- Овернски
- Гасконски
- Лангедокски
- Лимузенски
- Провансалски